# Jose Escaler
Jose Escaler (Apalit, 19 januari 1885 - Manilla, 17 februari 1927) was een Filipijns industrieel en advocaat.

## Biografie
Jose Escaler werd geboren op 19 januari 1885 in barangay Sulipan in Apalit in de Filipijnse provincie Pampanga. Hij was de oudste van zes kinderen van Manuel Escaler en Sabina Sioco, een welgesteld koppel. Na een vooropleiding in de provincie, studeerde Escaler van 1895 tot 1897 aan het Colegio de San Juan de Letran. In 1903 voltooide hij een Bachelor of Arts-opleiding aan het Liceo de Manila. Twee jaar later voltooide hij een bachelor-opleiding rechten aan het Escuela de Derecho. Aansluitende studeerde Escaler aan Yale in de Verenigde Staten, waar hij in 1907 summa cum laude een master-opleiding rechten voltooide. Ook behaalde hij datzelfde jaar nog een Master-of-Arts-diploma. Nadien vertrok hij naar Europa. Daar studeerde hij onder meer aan de Universiteit van Oxford en voltooide hij zijn doctoraal aan de Humboldtuniversiteit in Berlijn.
Eenmaal terug in de Filipijnen slaagde Escaler voor het toelatingsexamen van de Filipijnse balie en was hij werkzaam als advocaat voor het kantoor van de Amerikaanse advocaat William Kincaid. Later werd hij binnen dit kantoor junior-partner. Van 1913 tot 1914 was hij werkzaam als juridisch medewerker voor het Filipijnse Assemblee. Nadien was hij advocaat voor de stad. In die tijd begon hij samen met advocaat Salas een eigen advocatenkantoor. In 1916 was Escaler korte tijd assistent-directeur van het Bureau of Education. Van 1917 tot 1919 was hij onderminister van Justitie. In deze periode was hij bovendien enige tijd waarnemende minister van justitie. Gedurende deze periode was hij van 28 december 1918 tot juni 1919 ook waarnemend president van de University of the Philippines. Daarvoor zat Escaler reeds sinds 2011 in de raad van bestuur van de universiteit en was hij er ook enige jaren docent.
Naast zijn werk als advocaat en zijn functies bij de Filipijnse overheid was Escaler tevens topman in het Filipijnse bedrijfsleven. Hij was onder meer vicepresident van Philippine Oil Products en directeur van Germinal Cigar Factory, Coorperativa Agricola, Malayan Trading en Manila Railroad Company. Ook was hij in 1913 een van de oprichters van Pampanga Sugar Development. Hij fungeerde binnen dat bedrijf als general manager en was ook vicepresident en later president van dit bedrijf waarin hij zelf ook fors investeerde.
In 1926 vertrok Escaler wegens een slechte gezondheid naar het buitenland. Hij verbleef in diverse sanatoriums in de VS en Europa. Op enige moment dat jaar kwam hij bijna te overlijden tijdens een verblijf in Parijs. In januari 1927 keerde hij onverrichter zake terug in de Filipijnen, waar hij de maande erna op 42-jarige leeftijd overleed aan de gevolgen van een hartaanval. Escaler was getrouwd met Aurea Ocampo en kreeg met haar zeven kinderen. Een van hen was Federico Escaler, een rooms-katholiek bisschop.